# باركنسونية إفريقية
باركنسونية أفريقية (الاسم العلمي:Parkinsonia africana) هي نوع من النباتات يتبع جنس الباركنسونية من الفصيلة البقولية.